# William Pole
William Pole   (Birmingham, 22 d'abril de 1814 - 30 de desembre de 1900) va ser un enginyer, astrònom i músic anglès.
El 1836 fou nomenat organista de l'església de Sant Marc de Londres, i el 1844 la Companyia Britànica de les Índies Orientals l'envià a Bombai com a professor d'enginyeria de l'"Elphinstone College", retornant a Londres el 1847 per a preparar la construcció i reunir el material destinat a les línies fèrries de l'Índia. De 1859 a 1867 fou professor d'enginyeria i de mecànica de la Universitat de Londres i de l'Escola Reial de Chatham, (comtat de Kent), i el mateix any va rebre el títol de doctor en música de la Universitat d'Oxford. Formà part de nombroses comissions i fou vicepresident de la Societat Reial de Londres.
Col·laborà en la Quatery Review, i publicà les obres següents: 
- Treatise on the Steam Engine (Londres, 1844);
- Scientific chapters in the Life of R. Stephenson (Londres, 1864);
- Treatise of Iron (Londres, 1872);
- The life of Sir W. Fairbairn (Londres, 1877);
- The life of Sir William Siemens (Londres, 1888).

Deixà diverses composicions musicals i algunes obres concernents a aquest art, com ara Diagrams and tables (1868), The Story of Mozart's Rèquiem (1879). Per acabar col·laborà en moltes revistes musicals i en el Dictionary de Grove.